# Georg Curt Bauch
Georg Curt Bauch (* 11. Juli 1887 in Meißen; † 26. Dezember 1967 in Muralto bei Locarno, im Kanton Tessin, Schweiz) war ein deutscher Bildnismaler und Bildhauer.

## Leben

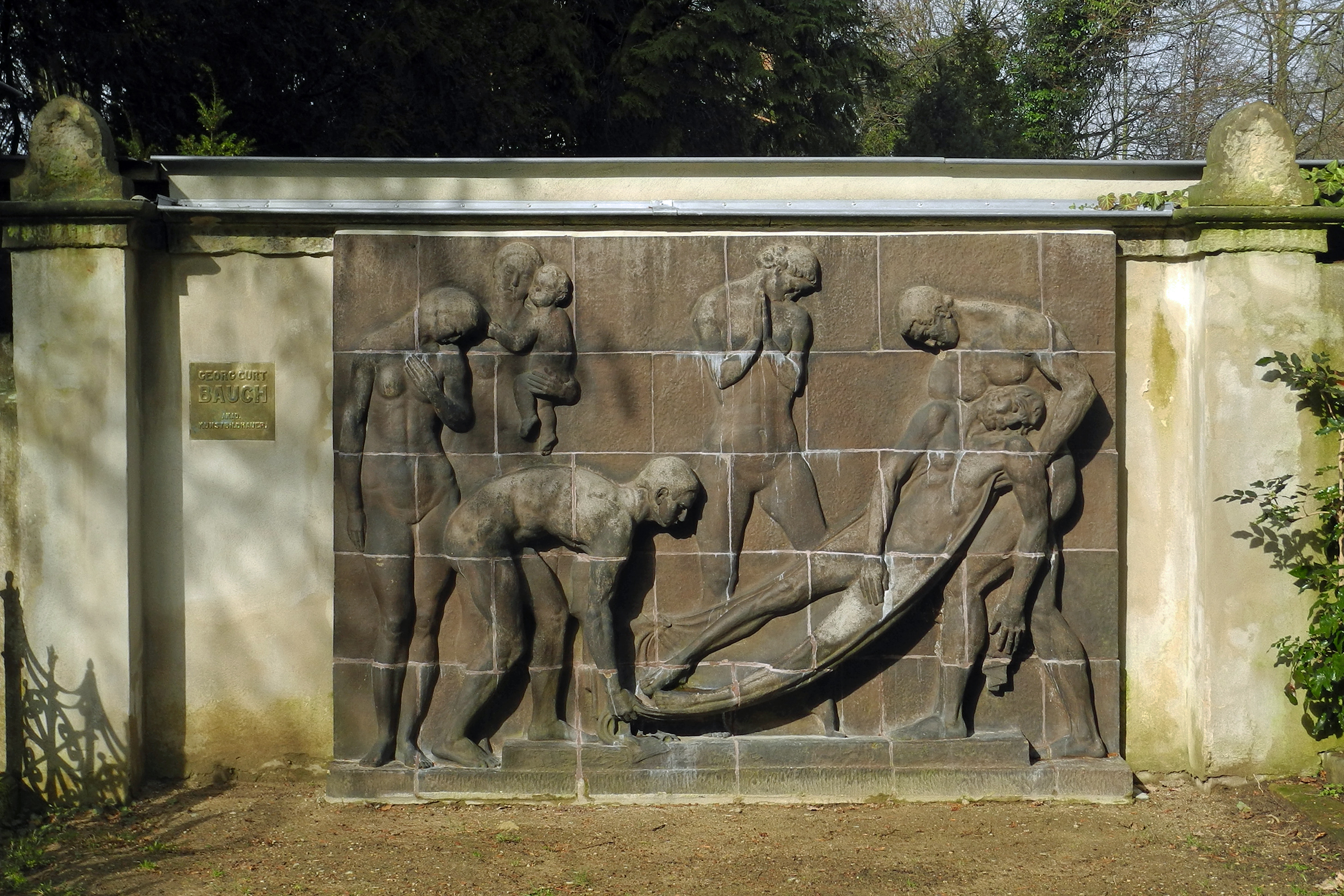
Terracotta-Kachelwand „Hinterbliebene“ von Georg Curt Bauch auf dem Loschwitzer Friedhof in Dresden

Bauch war der Sohn des Porzellanmalers Friedrich Wilhelm Bauch. Er besuchte die Kunstgewerbeschule Dresden und lernte unter anderem bei Hugo Spieler. Von 1910 bis 1914 studierte er an der Kunstakademie in Dresden. Er war Schüler von Richard Müller, aber auch von Robert Diez, unter dessen Ägide er im Meisteratelier für Plastik der Kunstakademie Studien betrieb. Während des Studiums wurde er mehrfach ausgezeichnet; im Jahr 1914 erhielt er den renommierten Rom-Preis. In den Jahren 1921, 1922, 1924, 1925 und 1928 beteiligte er sich an der Großen Berliner Kunstausstellung.
Nach Studienreisen durch Italien, Frankreich und Dänemark ließ sich Curt Bauch in Loschwitz nieder, wo er 1918 ein Wohnhaus mit Atelier in der Pillnitzer Landstraße 29 – das später sogenannte Bauchsche Haus – erworben hatte. Im Jahr 1929 zog er nach Locarno um, wo er bis 1936 lebte. Bauch besaß noch immer die deutsche Staatsbürgerschaft, doch seine Ablehnung im Jahre 1933 der Reichskulturkammer beizutreten rückte ihn in den Fokus des NS-Regimes. Bauch war aber trotzdem von 1940 bis 1944, außer 1942, mit insgesamt 8 Plastiken auf der Großen Deutschen Kunstausstellung in München vertreten.
Er zog 1939 nach Lottstetten und versuchte 1943 vor den Nationalsozialisten in die Schweiz zu flüchten. Dabei wurde er schwer verletzt. Er lebte mit seiner Familie 1944 in Brione sopra Minusio und war in der Schweiz als Bildnismaler und Bildhauer für Bildnisbüsten und Tierplastiken tätig. Sein Dresdner Atelier wurde 1945 zerstört; zahlreiche Werke Bauchs gingen dabei verloren. Bauch kam 1950 zurück nach Dresden und übergab sein Atelier an der Pillnitzer Landstraße 29 im Jahre 1957 an den Bildhauer Wilhelm Landgraf um danach endgültig in die Schweiz überzusiedeln. Bauch erkrankte im Alter schwer und lebte zuletzt als Witwer bei seiner Tochter in Brione sopra Minusio. Er starb 1967 und wurde auf dem Brioner Friedhof beigesetzt.

## Werke (Auswahl)

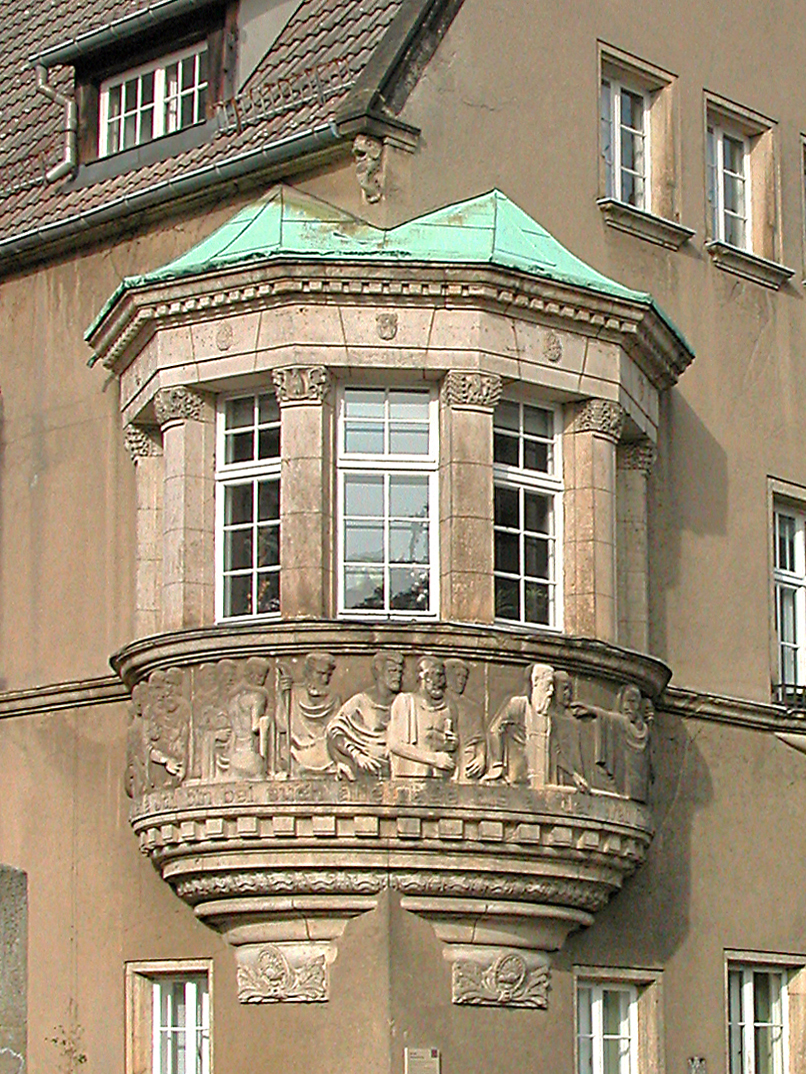
Relief am Pfarrhaus der Frauenkirche in Meißen

- 1907: Bronzefigur Kopf eines Schwarzafrikaners (urspr. Gallaneger), Albertinum, Dresden[10]
- 1913: Grabmal Schäfer auf dem Friedhof Weinböhla
- 1914/15: Relief „Lasst uns unsern Kindern leben“ an der Schule in Krögis bei Meißen, Kirchgasse 4
- 1914: Relief „Siehe, ich bin bei euch alle Tage bis an der Welt Ende“ am Pfarrhaus der Frauenkirche in Meißen[6]
- 1927: Figur Amazone und Figur Kugelläufer für das Lauchhammerwerk[11]
- 1928: Bronze-Relief für das Denkmal vor der Dresdner Schützenkaserne, 1947 entfernt und eingeschmolzen[6]
- 1934: Entwurf der Skulptur „Burggraf Jeschke“ am Ratskeller in Dohna, Ausführung: Helmut Weiß (1909–1962)[6]
- Brunnen in Jöhstadt/Sachsen[6]
- Figur Sisyphos, Bronze, Albertinum, Dresden
- Baukeramisches Relief „Grablegung“ für die Familiengrabstätte auf dem Stadtfriedhof Meißen, Ernst Teichert G.m.b.H. Meißen, Meißen 1920[12]
- um 1912: Christusfigur am Grabmal des Baumeisters Karl Hugo Strobel (1862–1912) auf dem Neuen Johannisfriedhof in Meißen[6]
- um 1916: Grabmal für Leopold Lewy (1854–1916) auf dem Neuen Jüdischen Friedhof in Dresden[6]
- um 1937: Grabmal für James Breit (1872–1936) in Dresden[6]